# 31431 Cabibbo
31431 Cabibbo è un asteroide della fascia principale. Scoperto nel 1999, presenta un'orbita caratterizzata da un semiasse maggiore pari a 2,7571755 UA e da un'eccentricità di 0,2661739, inclinata di 9,89346° rispetto all'eclittica.
L'asteroide è dedicato al fisico italiano Nicola Cabibbo.